# Jeorjos Aspiotis
Jeorjos Aspiotis (gr. Γεώργιος Ασπιοτισ) – grecki kolarz, olimpijczyk. Startował podczas pierwszych igrzysk olimpijskich w 1896. Wystąpił tylko w wyścigu drogowym. Jego wynik jest nieznany; wiadomo, że nie był w czołowej trójce.
Był związany z wyspą Korfu.